# Infinity Systems

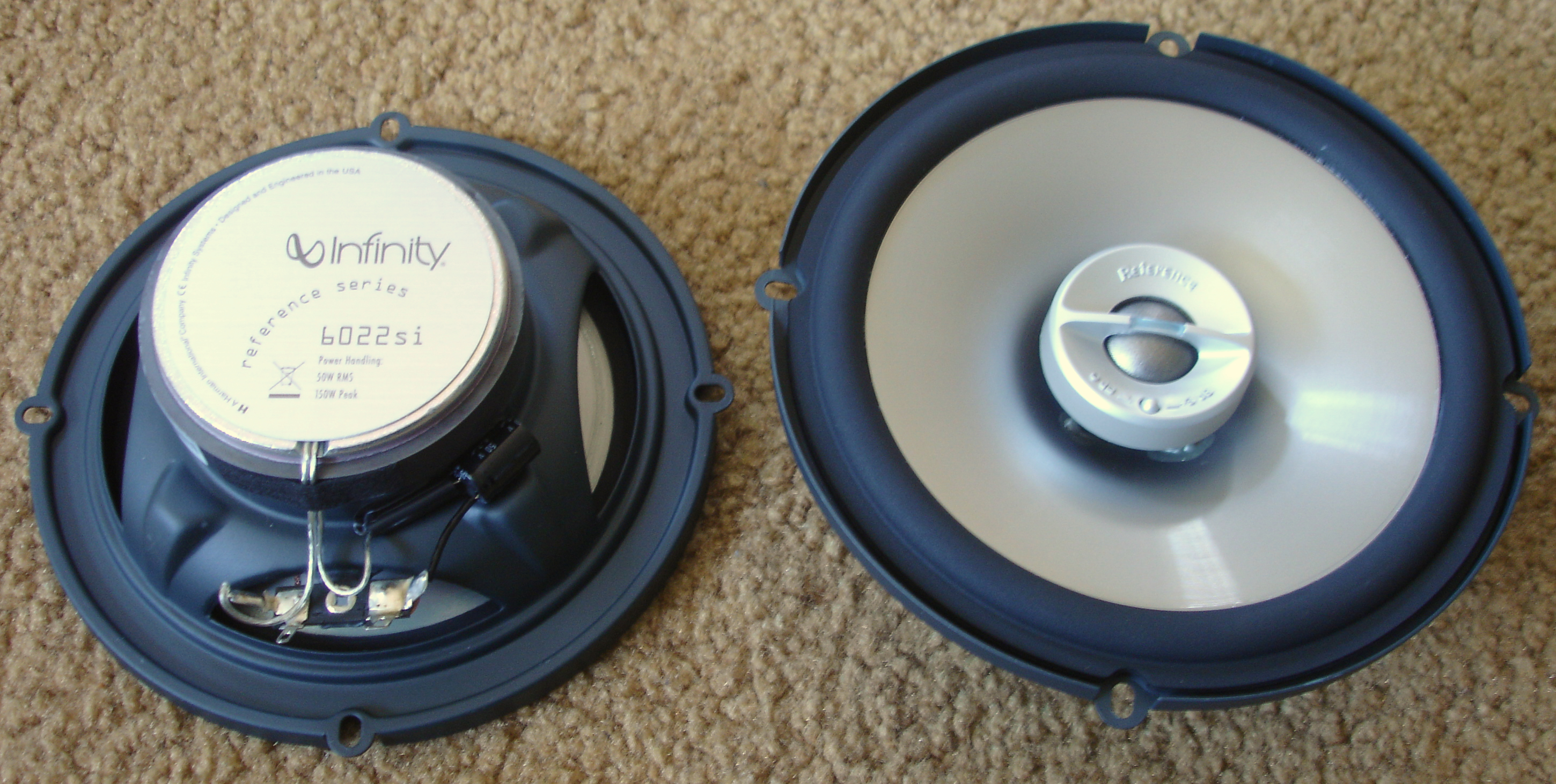
Model 6022si d'altaveus.

Infinity Systems és un fabricant americà d'altaveus fundat a Los Angeles el 1968, la qual té la seu central situada a Stamford, Connecticut. Des del 1983, Infinity ha format part de Harman International Industries, la qual ha esdevingut una sucursal de Samsung Electronics al 2017.
Infinity produeix diversos paquets per a una varietat d'aplicacions d'àudio, inclosos paquets de teatre casolà de so envoltant multicanal, altaveus domèstics a la paret i aplicacions marines. Altres productes inclouen subwoofers alimentats i amplificadors d'àudio per a automòbils.
Els productes Infinity s'instal·len com a opció en vehicles Hyundai i Kia, alguns vehicles Mitsubishi des dels anys 90 fins al 2006 i molts vehicles Chrysler.

## Història
Fundada el 1968 per Arnie Nudell, John Ulrick i Cary Christie, Infinity ha produït productes d'àudio domèstics i mòbils mitjançant l'ús de materials innovadors com imants de neodimi, diafragmes de mylar i conos de polipropilè. El primer producte de l'empresa va ser el sistema d'altaveus Servo-Static que, com el seu nom indica, consistia en panells principals electroestàtics i un revolucionari woofer servo controlat basat en els sistemes d'orientació de bombes que Nudell desenvolupava en aquell moment per al contractista de defensa Litton.
A finals dels anys 70 Infinity va introduir els controladors EMIT (inducció electromagnètica) i EMIM (inducció electromagnètica de gamma mitjana). Es tracta de quasi cintes planes que funcionaven per moure l'aire basant-se en el principi de la inducció electromagnètica. El sistema utilitzava imants de samari-cobalt, permetent una massa per unitat de control de cinta molt baixa per unitat. Es van fer variants, com la EMIT-R (emissió radial), la S-EMIT (super emissió) i la L-EMIM (gran emim). L'IRS (Infinity Reference System) era un sistema de gamma alta, venent a 65.000 dòlars EUA als anys vuitanta. Constava de 76 piuladors EMIT, 24 controladors de gamma mitjana EMIM i dotze teixits de polipropilè de 12 polzades en quatre torres. La Referència, i més endavant la sèrie de Kappa, es van suspendre quan Nudell va vendre Infinity a Harman Kardon.
Nudell va marxar per formar Genesis Technologies, una empresa d'alta gamma d'altaveus, fundada a Seattle el 1991. El sistema insígnia original de Genesis, l'1.2, va vendre al detall per 235.000 dòlars americans, i és bàsicament un sistema IRS infinit actualitzat.
Des de la sortida de Nudell, els dissenys d'altaveus Infinity han adoptat un enfocament més massiu orientat al mercat. L'eficient sèrie SM (Studio Monitor) incorporava un tweet de polcel·la i un teixit mig o un teixit impregnat de grafit. Si bé no eren tan elaborats ni de gamma alta com els esforços anteriors d'Infinity, omplien un nínxol de consumidor popular.